# Joshua Goldstein
Joshua R. Goldstein (* 18. August 1965 in Pullman (Washington), (USA)) ist ein US-amerikanischer Bevölkerungswissenschaftler und Soziologe, Professor für Demografie, Soziologie und Public Affairs sowie ehemaliger Direktor am Max-Planck-Institut für demografische Forschung.

## Leben
Joshua Goldstein machte 1983 seinen High-School-Abschluss an der "South Eugene High School" und immatrikulierte sich an der Yale University, wo er 1987 mit dem B.A. in Geschichte abschloss. Goldstein schloss 1990 sein Magister-Studium der Demografie und Sozialwissenschaften an der École des Hautes Études en Sciences Sociales in Paris ab und promovierte 1996 mit der Dissertationsschrift The Demography of Family and Kinship in an Age of Divorce and Remarriage in Berkeley an der University of California zum Ph.D. der Demografie. In der Zeit seiner Promotion war Goldstein Berater des Ausschusses für Nationale Statistik der National Academy of Sciences.
Nach seiner Promotion wurde Goldstein 1996 auf die Stelle des Assistenzprofessors für Soziologie und Public Affairs an die Princeton University berufen, von der er aus als Gastwissenschaftler 1998 nach Paris an das Institut National d'Etudes Demographiques, 2000 nach Berkeley an das Department of Demography der University of California und 2002 nach Wien an das Vienna Institute of Demography der Österreichischen Akademie der Wissenschaften ging. Joshua Goldstein wurde 2002 an der Princeton University zum außerordentlichen Professor für Soziologie und Public Affairs ernannt, bevor ihm 2007 die ordentliche Professur auf diesem Forschungsgebiet zugesprochen wurde. Während seiner Zeit in Princeton arbeitet Goldstein am traditionsreichen Office of Population Research. Goldstein wurde 2006 jüngstes der zehn Mitglieder des Ausschusses für Bevölkerung des National Research Council.
Im Jahr 2007 nahm Joshua Goldstein den Ruf der Max-Planck-Gesellschaft zum Nachfolger von Jan M. Hoem als zweiter Direktor am Max-Planck-Institut für demografische Forschung in Rostock an. Im August 2013 verließ er das Institut wieder und wurde Professor an der University of California, Berkeley, wo er auch das Department of Demography leitet. Goldstein ist zudem Mitglied der Population Association of America (PAA) und der International Union for the Scientific Study of Population. Er wurde 2017 in die American Academy of Arts and Sciences gewählt.

## Werke (Auswahl)
- J. R. Goldstein (2006): Found in Translation? A Cohort Perspective on Tempo-adjusted Life Expectancy, Demographic Research 14(5).
- J. R. Goldstein, W. Lutz, and M.-R. Testa (2003): The Emergence of Sub-Replacement Fertility Ideals in Europe," Population Research and Policy Review Policy Review 22(5–6).
- J. R. Goldstein (2002): Population Momentum for Gradual Demographic Transitions: An Alternative Approach, Demography.
- J. R. Goldstein and C.T. Kenney (2001): Marriage Delayed or Marriage Forgone? New Cohort Forecasts of First Marriage for U.S. Women, American Sociological Review 66(4).
- J. R. Goldstein (1999): The Leveling of Divorce in the United States, Demography.
- J. R. Goldstein and W. Schlag (1999): Longer Life and Population Growth, Population and Development Review.